# 奧斯特島
奧斯特島（西班牙語：isla Hoste）是位於智利火地群島的島嶼。以比格爾海峽為界，北面為大火地島、戈登島，東面則為納瓦里諾島；西面為庫克海灣、太平洋，南面則為德瑞克海峽。由麥哲倫-智利南極大區負責管轄，長有地球上最南端的樹木。面積4,117平方公里，是火地群島中第二大島嶼，島上最高點海拔1,402米。島嶼最南端為假合恩角。

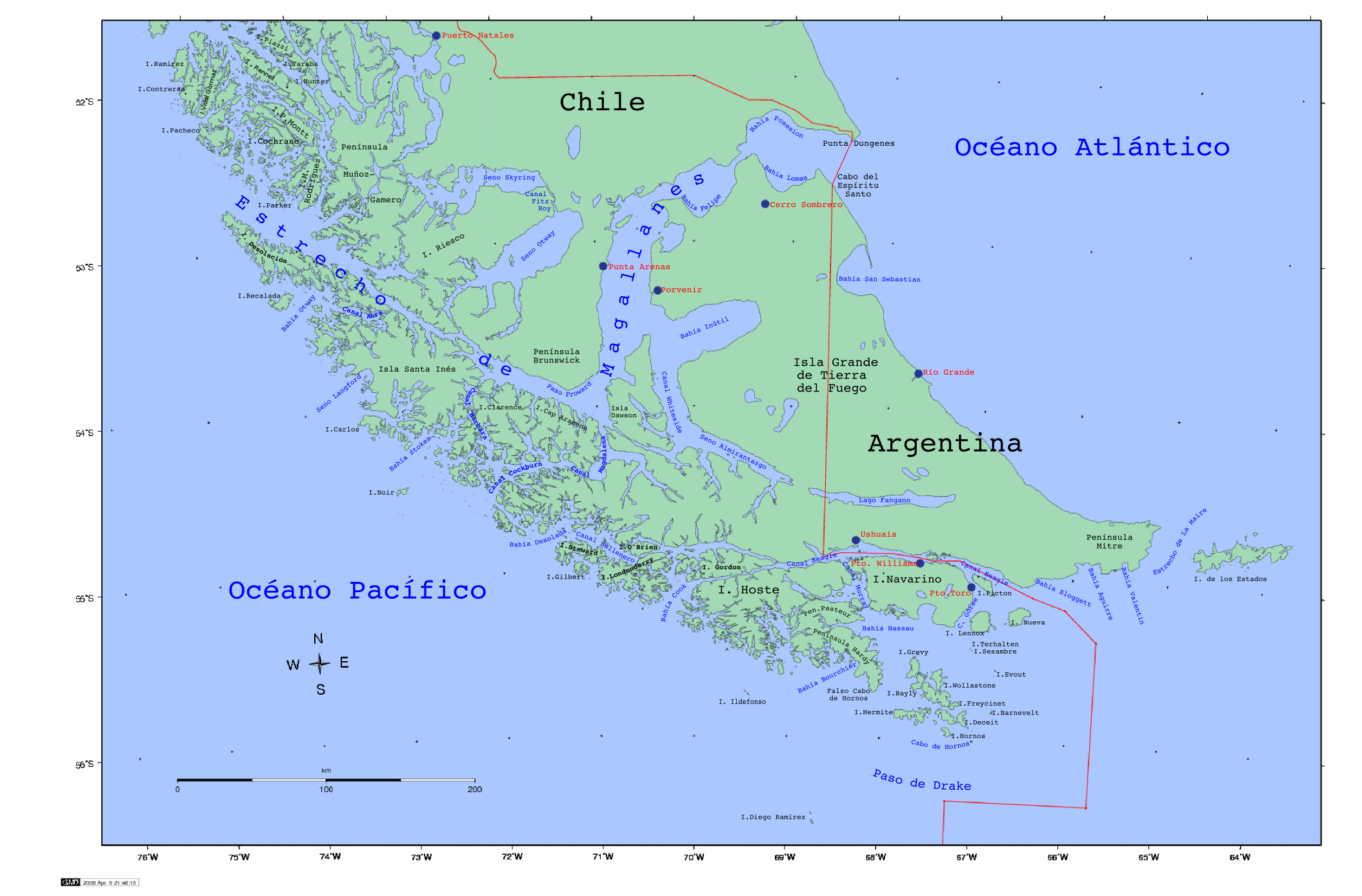
奧斯特島位置